# Волпино италиано
Волпино италиано (на италиански: Volpino Italiano) е порода кучета, произхождаща от Италия. Принадлежи към шпицовия тип. Прилича на породите немски шпиц и померан. Породата е призната от МФК. Селектирана е през 17 век и първоначално е принадлежала на италианските знатни дами. Името идва от италианското volpe, в превод лисица, тъй като муцуната прилича на лисича. Висока е между 25 и 30 см в холката, а теглото е най-много 4,5 кг. Ушите са изправени и триъгълни. Главата не е много закръглена. Козината е дълга и гъста. МФК признава бяла, рижава и бледожълта окраска, но съществуват черни и самурени представители на породата, които обаче са редки.